# Ochrilidia nuragica
Ochrilidia nuragica är en insektsart som beskrevs av Massa 1994. Ochrilidia nuragica ingår i släktet Ochrilidia och familjen gräshoppor. Inga underarter finns listade i Catalogue of Life.